# Kim Jongsik
Kim Jongszik (hangul: 김용식, handzsa: 金容植, RR: Kim Yong-sik; 1910. július 25. – 1985. március 8.) dél-koreai labdarúgó-középpályás, játékvezető. A gyarmati Korea időszakában a japán labdarúgó-válogatottban szerepelt, mindkét ország színeiben vett részt olimpián.